# Barbara Seranella
Barbara Seranella (Santa Monica, 30 april 1956 - 21 januari 2007) was een Amerikaans schrijfster.

## Jeugd
Barbara groeide op in Pacific Palisades, maar liep weg toen ze 14 was na een verschrikkelijke jeugd. Ze heeft zich toen aangesloten bij een hippie commune.

## Boeken
- No Human Involved
- An Unacceptable Death
- No Man Standing
- Unfinished Business
- Unwilling Accomplice
- No Offence Intended
- Deadman's Switch
- Unpaid Dues

## Dood
Barbara Seranella overleed in een kliniek in Cleveland, Ohio. Ze wachtte op een levertransplantatie om haar te genezen, want ze leed aan een leverziekte. Ze liet een man Ron Seranella en een broer Dr. Larry Shore achter. Ze overleed vredig op 21 januari 2007. 